# Baby Bash
Baby Bash, nome artístico de Ronnie Ray Bryant, (18 de outubro de 1975 em Vallejo, Califórnia), é um rapper americano, De 2001 a 2003, ele utilizou o nome artístico Baby Beesh, depois ele alterou a última parte do nome para Bash. Seu primeiro álbum foi Tha Smokin' Nephew, em 2003, que incluiu os hits singles "Suga Suga" e "Shorty Doowop". Em 2005, Super Saucy foi lançado, sendo o seu único single "Baby I'm Back", uma parceria com o cantor Akon. Seu álbum seguinte, Cyclone, lançado em 2007, com o seu single título "Cyclone" com T-Pain, e na sequência, "What Is It" com a participação de Sean Kingston, sendo este hit ficando bem posicionado nos gráficos da Billboard.
Ele também tem contribuído com freqüência no trabalho de outros intérpretes, incluindo na canção "Obsession (No Es Amor)" de Frankie J, em 2005, "Doing Too Much" de Paula DeAnda, em 2006, e "Do It Daddy" de Doll-E Girl, em 2007.

## Discografia

### Álbuns

#### Como Baby Beesh
- 2001: Savage Dreams
- 2002: On tha Cool
- 2003: The Ultimate Cartel

#### Como Baby Bash
- 2003: Tha Smokin' Nephew
- 2004: Menage A Trois
- 2005: Super Saucy
- 2007: Cyclone
- 2011: Bashtown

### Singles
| Ano  | Música                                             | Billboard Hot 100 | Hot R&B/Hip-Hop Songs | Hot Rap Tracks | Pop 100 | Rhythmic Top 40 | Álbum              |
| ---- | -------------------------------------------------- | ----------------- | --------------------- | -------------- | ------- | --------------- | ------------------ |
| 2003 | "Sexy Eyes (Da Da Da Da)" (featuring Russell Lee)  | -                 | -                     | -              | -       | 37              | Tha Smokin' Nephew |
| 2003 | "Shorty Doowop" (feat. Russell Lee and Perla Cruz) | -                 | -                     | -              | -       | 17              | Tha Smokin' Nephew |
| 2003 | "Suga Suga" (feat. Frankie J)                      | 7                 | 54                    | 10             | -       | 2               | Tha Smokin' Nephew |
| 2005 | "Baby I'm Back" (feat. Akon)                       | 19                | 52                    | 9              | 15      | 3               | Super Saucy        |
| 2005 | "That's My Lady (Money)" (feat. Nate Dogg)         | -                 | -                     | -              | -       | 37              | Super Saucy        |
| 2007 | "Cyclone" (feat. T-Pain)                           | 7                 | 70                    | 6              | 7       | 3               | Cyclone            |
| 2008 | "What Is It" (feat. Sean Kingston)                 | 57                | -                     | 18             | -       | 34              | Cyclone            |
| 2008 | "Don't Stop" (feat. Keith Sweat)                   | -                 | -                     | -              | -       | 26              |                    |
| 2009 | "That's How I Go" (feat. Mario)                    | 107               | -                     | 17             | 90      | 20              | —                  |

### Participações
| Ano  | Música                                                              | Billboard Hot 100 | Hot R&B/Hip-Hop Songs | Pop 100 | Rhythmic Top 40 | Hot Latin Tracks | Austrália | Álbum                                       |
| ---- | ------------------------------------------------------------------- | ----------------- | --------------------- | ------- | --------------- | ---------------- | --------- | ------------------------------------------- |
| 2006 | "Obsession (No Es Amor)" Frankie J (feat. Baby Bash)                | 3                 | 69                    | -       | 3               | 2                | -         | The One                                     |
| 2006 | "Energy" Natalie (feat. Baby Bash)                                  | 66                | -                     | 49      | -               | -                | -         | Natalie                                     |
| 2006 | "Doing Too Much" Paula DeAnda (feat. Baby Bash)                     | 41                | -                     | 29      | 9               | -                | -         | Paula DeAnda                                |
| 2007 | "Do It Daddy" Doll-E Girl (feat. Baby Bash & Don Cisco)             | -                 | -                     | -       | -               | -                | -         | Doll-E Girl                                 |
| 2008 | "You've Got A Friend" Far*East Movement (feat. Baby Bash & Lil Rob) | -                 | -                     | -       | -               | -                | -         | Animal                                      |
| 2008 | "Teardrops" Kate Alexa (feat. Baby Bash)                            | -                 | -                     | -       | -               | -                | 26        | Seu segundo álbum estúdio ainda sem título. |
| 2008 | "This Boy's Fire" (Santana feat. Jennifer Lopez & Baby Bash)        | -                 | -                     | -       | -               | -                | -         | Ultimate Santana                            |